# Noccaea sylvia
Noccaea sylvia är en korsblommig växtart som först beskrevs av Jean François Aimée Gottlieb Philippe Gaudin, och fick sitt nu gällande namn av Friedrich Karl Meyer. Noccaea sylvia ingår i släktet backskärvfrön, och familjen korsblommiga växter. Inga underarter finns listade i Catalogue of Life.

## Bildgalleri

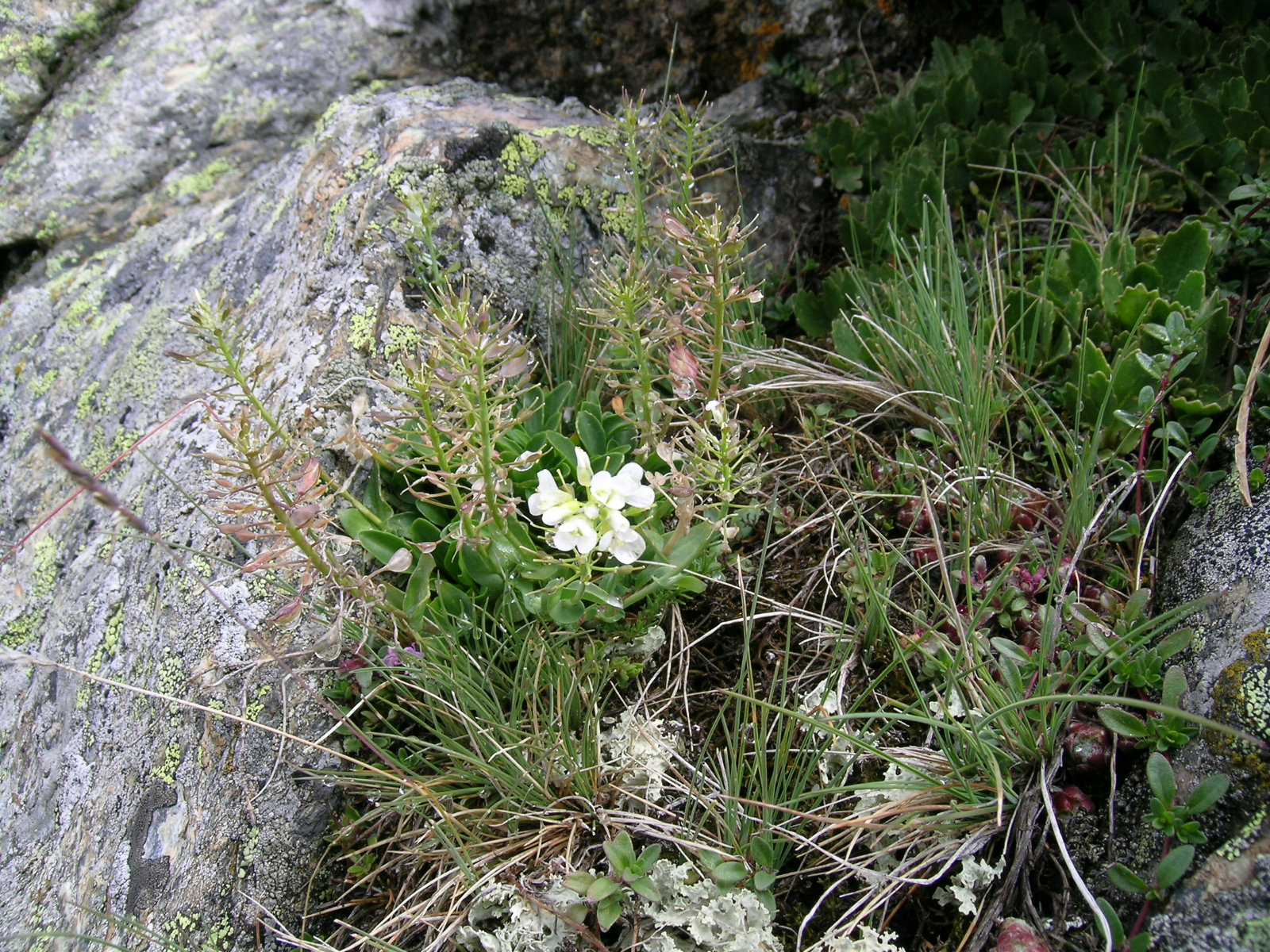
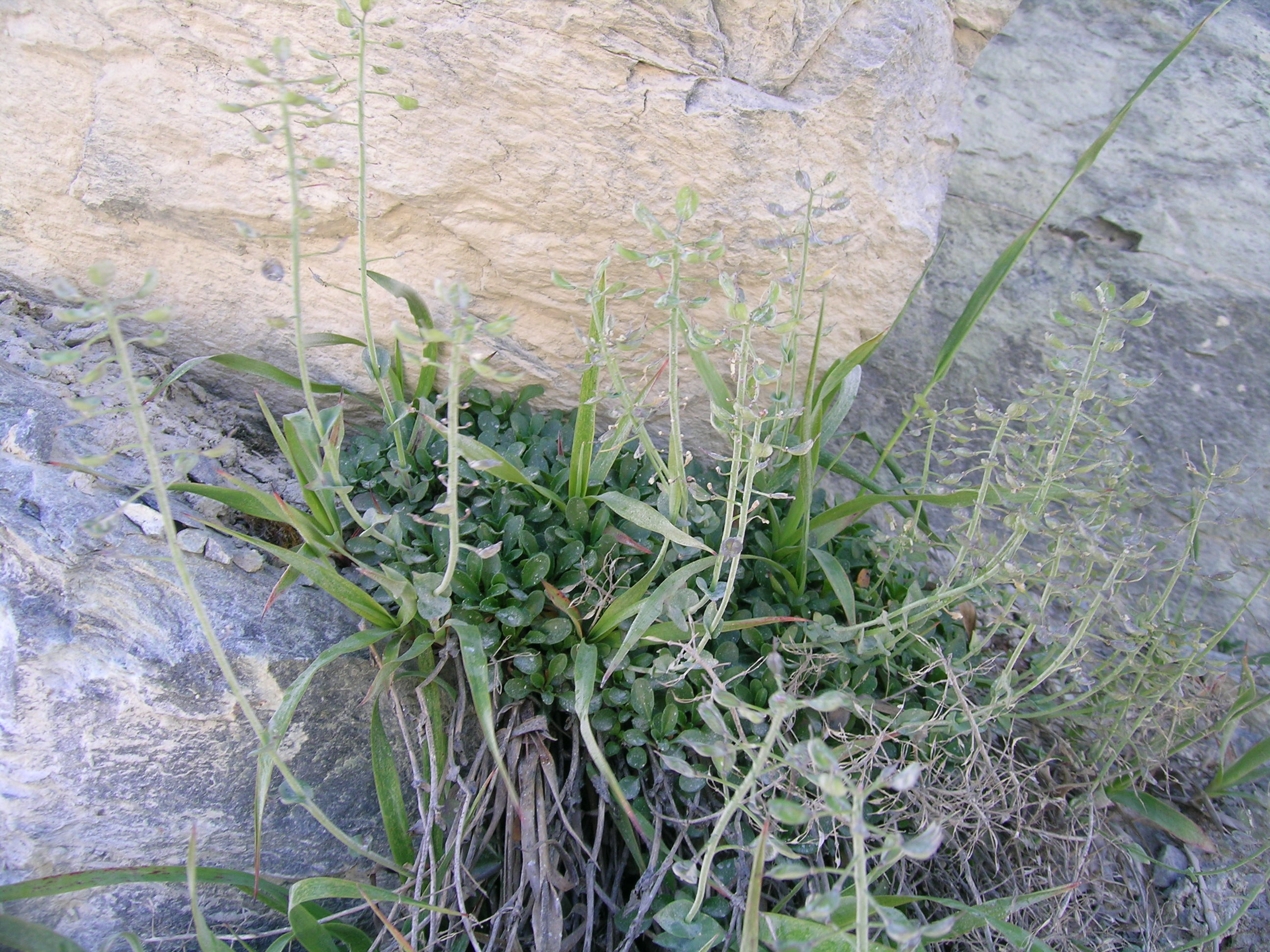
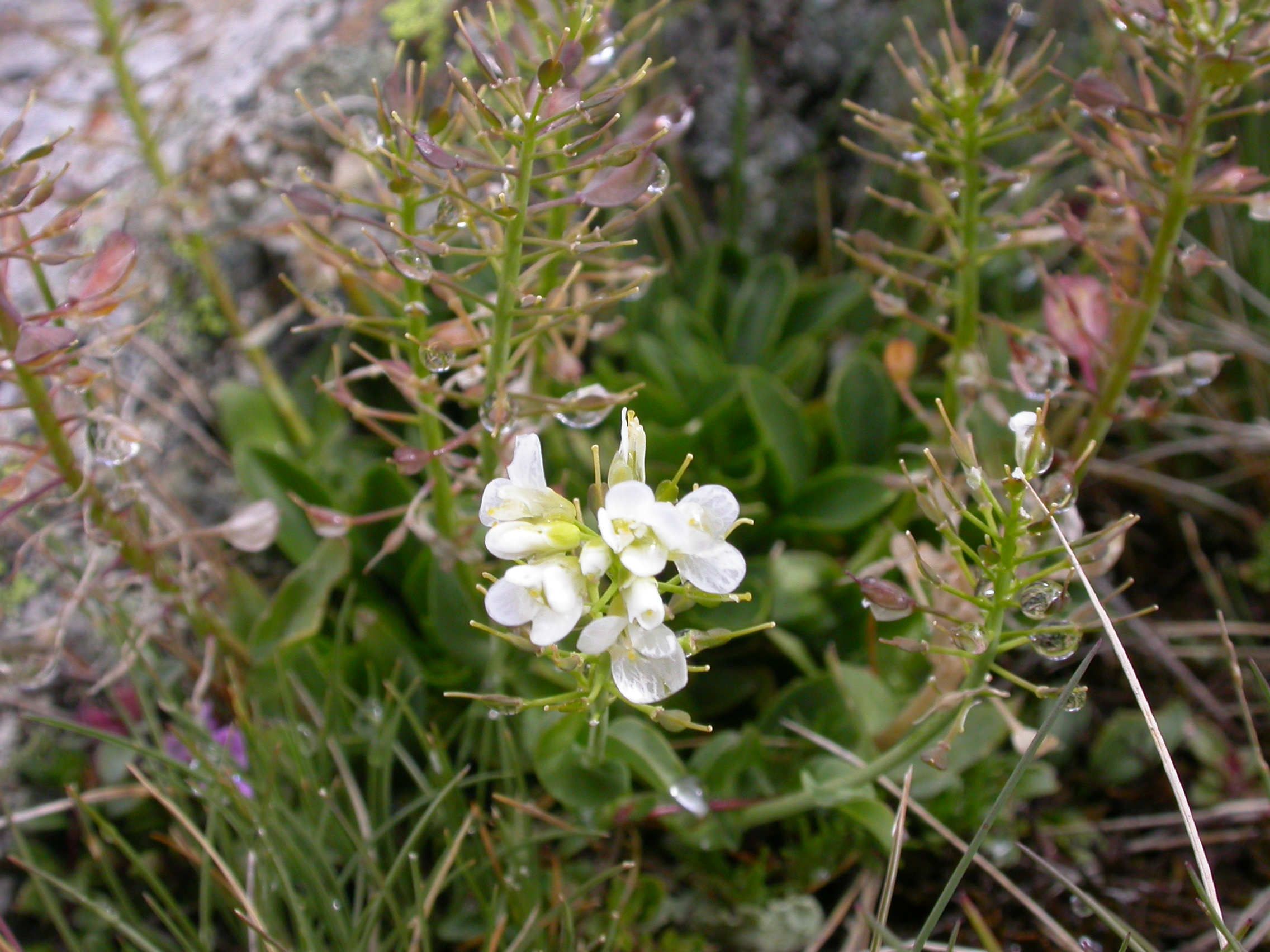